# Одбојка на Летњим олимпијским играма 1984.
Шесто такмичење у одбојци на Олимпијским играма у Лос Анђелесу 1984 одржано је у периоду од 29. јула до 10. августа. Систем такмичење и број екипа је био исти као и на Олимпијским играма 1980. Земље источног блока су бојкотовале ове игре.

## Освајачи медаља и коначан пласман
| Дисциплина        | Злато | Сребро | Бронза | 4    | 5   | 6   | 7   | 8   | 9   | 10  | 11 | 12 |
| ----------------- | ----- | ------ | ------ | ---- | --- | --- | --- | --- | --- | --- | -- | -- |
| Мушкарци — детаљи | САД   | БРА    | ИТА    | КАН  | ЈКО | АРГ | КИН | ЈАП | ТУН | ЕГИ |    |    |
| Жене — детаљи     | КИНА  | САД    | ЈАП    | ПЕРУ | ЈКО | СРН | БРА | КАН |     |     |    |    |

## Биланс медаља
| Екипа            | Злато | Сребро | Бронза | Укупно |
| Сједињене Државе | 1     | 1      | 0      | 2      |
| Кина             | 1     | 0      | 0      | 1      |
| Бразил           | 0     | 1      | 0      | 1      |
| Италија          | 0     | 0      | 1      | 1      |
| Јапан            | 0     | 0      | 1      | 1      |
| Укупно (5)       | 2     | 2      | 2      | 6      |